# (43999) Gramigna
(43999) Gramigna (1997 QC3) – planetoida z pasa głównego asteroid okrążająca Słońce w ciągu 3,13 lat w średniej odległości 2,14 j.a. Odkryta 31 sierpnia 1997 roku.